# Polestar 3
La Polestar 3 est un SUV électrique du constructeur automobile suédois Polestar produit à partir du début 2023.

## Présentation
La Polestar 3 est présentée le 12 octobre 2022,
Elle est produite dans l'usine Volvo de Chengdu, en Chine, et à Ridgeville (Caroline du Sud), aux États-Unis.

## Caractéristiques techniques
La Polestar 3 repose sur la plateforme technique modulaire SEA (Sustainable Electric Architecture) spécifique aux modèle électriques du groupe Geely. Elle ne dérive pas d’un modèle Volvo existant, comme les Polestar 1 et Polestar 2.

### Batteries
Le SUV est doté d'une batterie d'un capacité de 111 kWh (107 kWh utiles).